# Floyd Patterson
Floyd Patterson (Waco (North Carolina), 4 januari 1935 – New Paltz (New York), 11 mei 2006) was een Amerikaans professioneel bokser.

## Loopbaan
Patterson won een gouden medaille bij de middengewichten op de Olympische Spelen van Helsinki in 1952. Hij was toen 17 jaar oud. Het jaar daarop werd hij prof.
In zijn carrière als profbokser boekte Patterson 55 zeges (waarvan 40 met KO), 8 nederlagen en 1 onbeslist duel.
In 1956 won hij de titel bij de zwaargewichten door in een titelkamp (Rocky Marciano was gestopt) met KO van Archie Moore te winnen. Hij was op dat moment de jongste wereldkampioen ooit bij de zwaargewichten.
In 1959 moest hij buigen voor de Zweed Ingemar Johansson, maar een jaar later werd hij opnieuw wereldkampioen door de Zweed te verslaan. Hij gunde de Zweed een nieuw titelgevecht; Patterson behield zijn titel door een KO-zege in de zesde ronde.
In 1962 was Sonny Liston te sterk. Patterson wist dat hij geen kans maakte tegen Liston en bracht een valse baard mee die moest dienen om ongemerkt het stadion te kunnen verlaten na zijn nederlaag. Liston sloeg hem KO na iets meer dan twee minuten. In 1963 probeerde Patterson zijn titel opnieuw te heroveren. Liston sloeg hem opnieuw KO in de eerste ronde. Patterson kwam in een depressie terecht.
Hij begon na verloop van tijd opnieuw te boksen en kreeg de kans om zijn wereldtitel opnieuw te veroveren, ditmaal tegen Muhammad Ali die Liston tweemaal had verslagen. Hij verloor de kamp op 22 november 1965, na twaalf ronden, door technisch KO.
Patterson leed aan de ziekte van Alzheimer en had prostaatkanker en overleed op 71-jarige leeftijd.

## Citaat van Patterson
De bokser die verliest, verliest meer dan alleen zijn trots en het gevecht. Hij verliest een stuk van zijn toekomst, hij staat weer een stap dichter bij de achterbuurt waar hij vandaan komt.